# Almere
Almere  (pron. italiana: /al'mεre/) è una municipalità dei Paesi Bassi di 201 454 abitanti (2017) situata nella provincia di Flevoland, di cui è il centro più popoloso ma non il capoluogo.

## Geografia fisica
Almere sorge sull'isola di Flevopolder, non lontana da Amsterdam. È suddivisa in Almere Stad, Almere Haven, Almere Buiten, Almere Hout, Almere Poort ed Almere Pampus.

## Storia
La città è di fondazione molto recente. La prima casa, infatti, venne terminata nel 1976, ed Almere diventò comune nel 1984. Almere sta creando un eco-villaggio al 100% autosufficiente dal punto di vista energetico e alimentare. Già oggi ad Almere Sun Island tutte le abitazioni sono riscaldate con energia solare prodotta sul luogo.

## Società

### Evoluzione demografica
|      | Almere Haven | Almere Stad | Almere Buiten | Almere Hout | Almere Poort | Almere Pampus | Almere (totale) |
| ---- | ------------ | ----------- | ------------- | ----------- | ------------ | ------------- | --------------- |
| 1970 |              |             |               |             |              |               | 52              |
| 1975 |              |             |               |             |              |               | 47              |
| 1980 | 6.596        |             |               |             |              |               | 6.632           |
| 1985 | 21.410       | 17.240      | 1.559         |             |              |               | 40.297          |
| 1990 | 22.355       | 37.024      | 11.499        |             |              |               | 71.087          |
| 1995 | 22.376       | 58.816      | 22.740        | 564         |              |               | 104.496         |
| 2000 | 22.237       | 83.934      | 35.290        | 1.336       |              |               | 142.797         |
| 2005 | 22.590       | 103.560     | 47.358        | 1.366       | 134          |               | 175.008         |
| 2009 | 22.382       | 107.115     | 54.228        | 1.097       | 370          |               | 185.827         |

## Sport
Il comune di Almere vanta alcune squadre a livello professionistico di vari sport. 
Per il calcio è presente l'Almere City (che gioca le proprie partite interne allo Yanmar Stadion), per la pallavolo il VC Omniworld e per il basket il BC Omniworld.
Ad Almere ha sede anche la squadra di football americano dei Flevo Phantoms.

## Amministrazione

### Sindaci di Almere
| periodo        | sindaco                     | partito |
| -------------- | --------------------------- | ------- |
| 1984 - 1986    | Han Lammers                 | PvdA    |
| 1986 - 1993    | Cees de Cloe                | PvdA    |
| 1993 - 1994    | Cees Roozemond              | PvdA    |
| 1994 - 1998    | Ralph Pans                  | PvdA    |
| 1998 - 2003    | Hans Ouwerkerk              | PvdA    |
| 2003 - attuale | Annemarie Jorritsma-Lebbink | VVD     |

### Gemellaggi
- Aalborg
- České Budějovice
- Haapsalu
- Lancaster
- Milton Keynes
- Rendsburg
- Växjö

## Galleria d'immagini

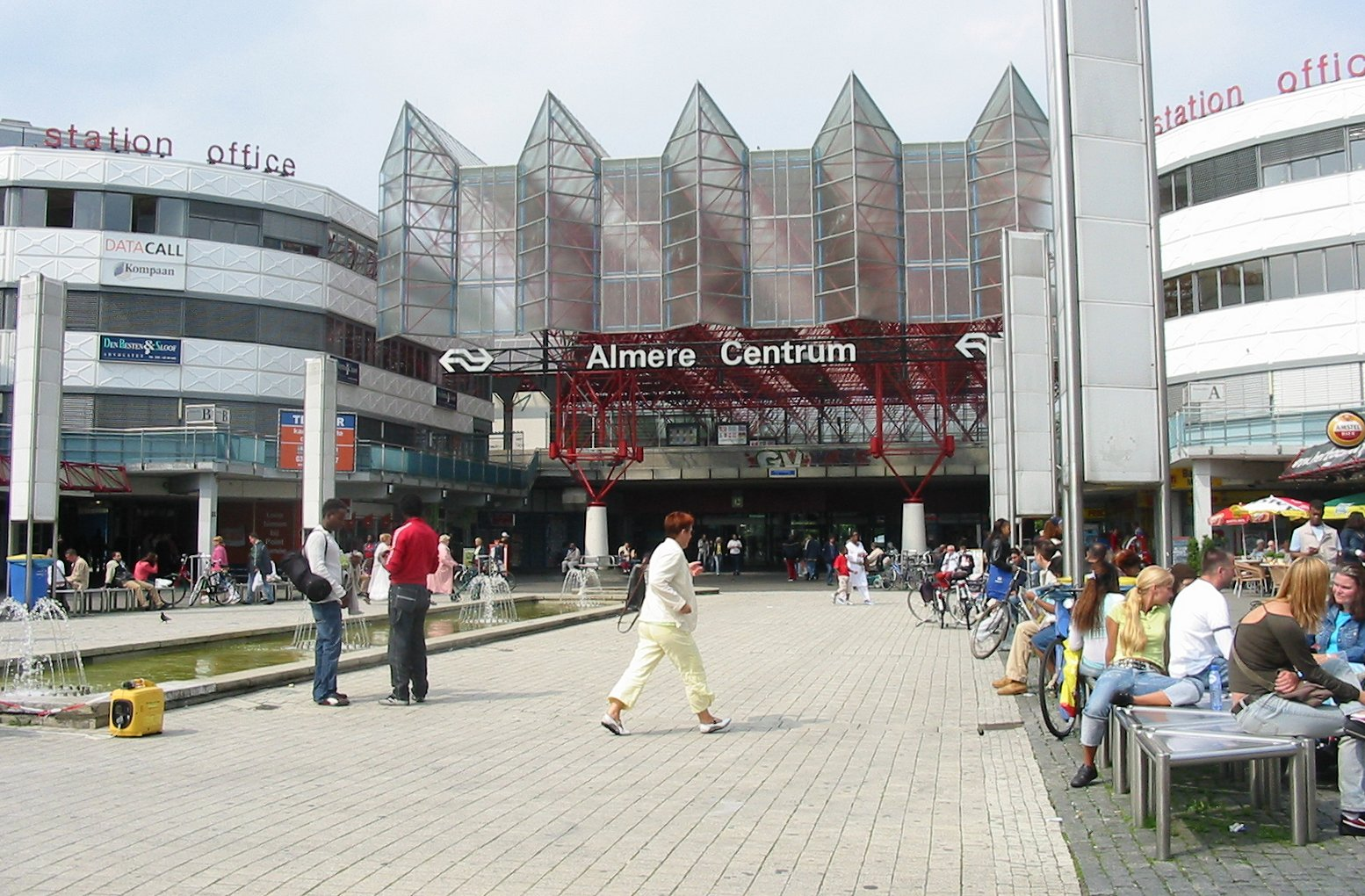
Stazione ferroviaria Almere Centraal
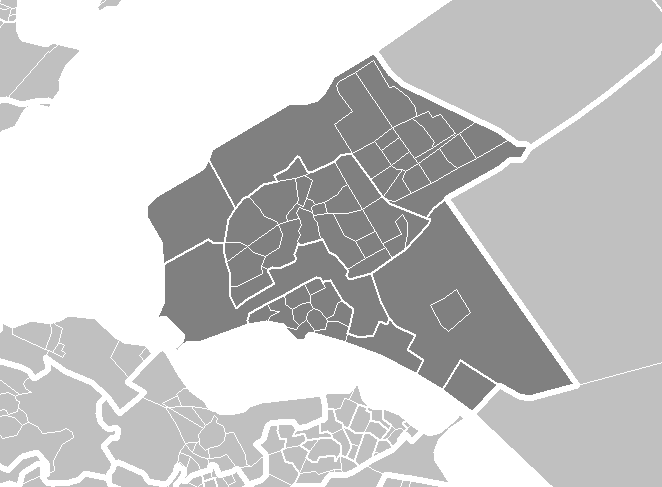
Mappa cittadina